# Livesport Prague Open 2023
Il Livesport Prague Open 2023 è stato un torneo di tennis facente parte della categoria WTA 250 nell'ambito del WTA Tour 2023. È stata la 14ª edizione del torneo. Il torneo si è giocato su campi in cemento al TK Sparta Praha di Praga in Repubblica Ceca dal 31 luglio al 6 agosto 2023.

## Partecipanti

### Teste di serie
| Nazionalità | Giocatrice      | Ranking* | Testa di serie |
| ----------- | --------------- | -------- | -------------- |
| Rep. Ceca   | Marie Bouzková  | 29       | 1              |
| Cina        | Zhu Lin         | 38       | 2              |
| Cina        | Zhang Shuai     | 45       | 3              |
| Rep. Ceca   | Linda Nosková   | 59       | 4              |
| Germania    | Tatjana Maria   | 65       | 5              |
| Francia     | Alizé Cornet    | 70       | 6              |
| Cina        | Wang Xinyu      | 71       | 7              |
| Ucraina     | Kateryna Baindl | 77       | 8              |
| Cina        | Wang Xiyu       | 80       | 9              |

* Ranking al 24 luglio 2023.

### Altre partecipanti
Le seguenti giocatrici hanno ricevuto una wild card:
- Lucie Havlíčková
- Tereza Martincová
- Barbora Palicová

Le seguenti giocatrici sono entrate nel tabellone principale con il ranking protetto:
- Jaqueline Cristian
- Barbora Strýcová
- Patricia Maria Țig

La seguente giocatrice è entrata nel tabellone principale con lo special exempt:
- Heather Watson

Le seguenti giocatrici sono passate dalle qualificazioni:

- Emiliana Arango
- Viktória Hrunčáková
- Elvina Kalieva
- Gabriela Knutson
- Tamara Korpatsch
- Dajana Jastrems'ka

Le seguenti giocatrici sono subentrate nel tabellone principale come lucky loser:
- Nao Hibino
- Ankita Raina

### Ritiri
Prima del torneo
- Barbora Krejčíková → sostituita da  Kaia Kanepi
- Kristína Kučová → sostituita da  Lucrezia Stefanini
- Tatjana Maria → sostituita da  Ankita Raina
- Rebeka Masarova → sostituita da  Nao Hibino
- Evgenija Rodina → sostituita da  Jule Niemeier
- Aljaksandra Sasnovič → sostituita da  Yuan Yue

## Partecipanti al doppio

### Teste di serie
| Nazione     | Giocatrice       | Nazione     | Giocatrice      | Rank1 | Teste di serie |
| ----------- | ---------------- | ----------- | --------------- | ----- | -------------- |
| Cina        | Zhang Shuai      | Cina        | Zhu Lin         | 129   | 1              |
| Regno Unito | Alicia Barnett   | Regno Unito | Olivia Nicholls | 145   | 2              |
| Rep. Ceca   | Anastasia Dețiuc | Rep. Ceca   | Anna Sisková    | 187   | 3              |
| Regno Unito | Naiktha Bains    | Regno Unito | Maia Lumsden    | 198   | 4              |

* Ranking al 24 luglio 2023.

### Altre partecipanti
Le seguenti coppie di giocatrici hanno ricevuto una wild card per il tabellone principale:
- Nikola Bartůňková /  Tereza Valentová
- Barbora Palicová /  Dominika Šalková

La seguente coppia di giocatrici è entrata nel tabellone principale con il ranking protetto:
- Jaqueline Cristian /  Greet Minnen

La seguente coppia di giocatrici è subentrata nel tabellone principale come alternate:
- Luksika Kumkhum /  Peangtarn Plipuech

### Ritiri
Prima del torneo
- Lucie Havlíčková /  Miriam Kolodziejová → sostituite da  Luksika Kumkhum /  Peangtarn Plipuech

## Campionesse

### Singolare
Nao Hibino ha sconfitto in finale  Linda Nosková con il punteggio di 6-4, 6-1.
- É il terzo titolo in carriera per Hibino, il primo della stagione e dopo quasi quattro anni.

### Doppio
Nao Hibino /  Oksana Kalašnikova hanno sconfitto in finale  Quinn Gleason /  Elixane Lechemia con il punteggio di 6(7)-7, 7-5, [10-3].